# Будинок на площі Катедральній, 6 (Львів)
Будинок на площі Катедральній, 6 (також кам'яниця академічна, конскрипційний № 23, інша адреса — вул. Староєврейська, 1) — житловий будинок XVIII—XIX століть, пам'ятка архітектури національного значення (охоронний № 1248). Розташований в історичному центрі Львова, на площі Катедральній.

## Історія
Кам'яниця зведена у XVIII столітті, як і сусідній будинок № 5, належала капітулі Латинського собору. Первісно мала назву «Академічна колонія» через латинську парафіяльну школу, що розташовувалася тут, пізніше у цьому будинку базувалася філія Краківського університету. В XIX столітті будинок реконструювали.
На першому поверсі у 1990-х—2000-х роках розташовувався магазин одягу «Міхаїл Воронін», пізніше на його місці відкрилася кав'ярня «Цвібак», з боку вулиці Староєврейської діє кондитерська «Цукерня».

## Опис
Будинок цегляний, триповерховий, у плані витягнутий, прямокутний. Головний фасад виходить до Латинського собору, тильний — на вулицю Староєврейську. Головний фасад вузький, на три вікна, симетричний, оздоблений у стилі неоренесансу, розчленований горизонтально міжвіконними карнизами, з яких нижній, між першим і другим поверхами, прикрашений рослинним орнаментом. Вікна прямокутні, облямовані лиштвами, на другому поверсі прикрашені поличковими сандриками на фігурних консолях та підвіконними тафлями з рослинним орнаментом. Фасад увінчується карнизом із модульйонами.

## Галерея

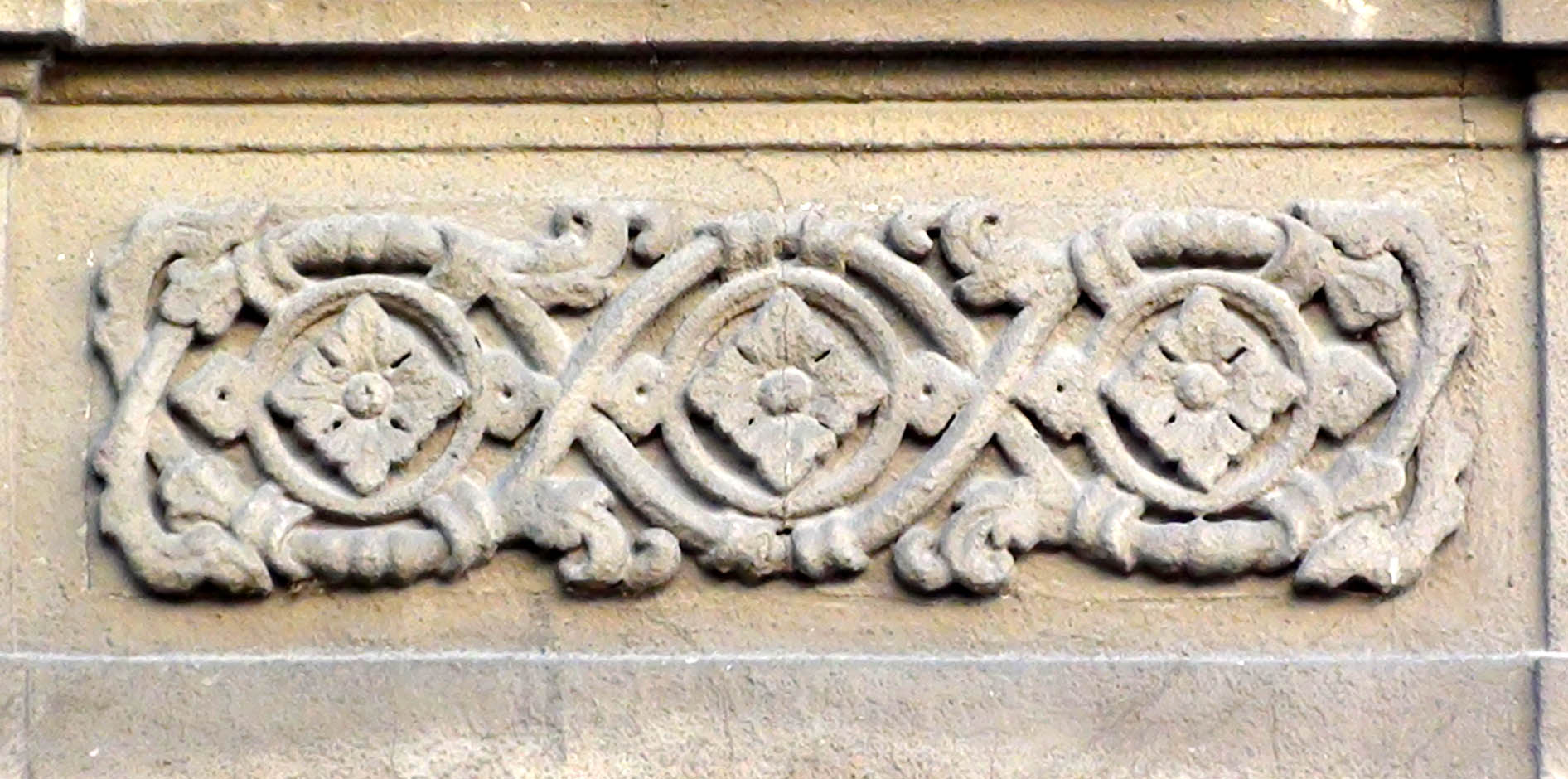
Підвіконна тафля
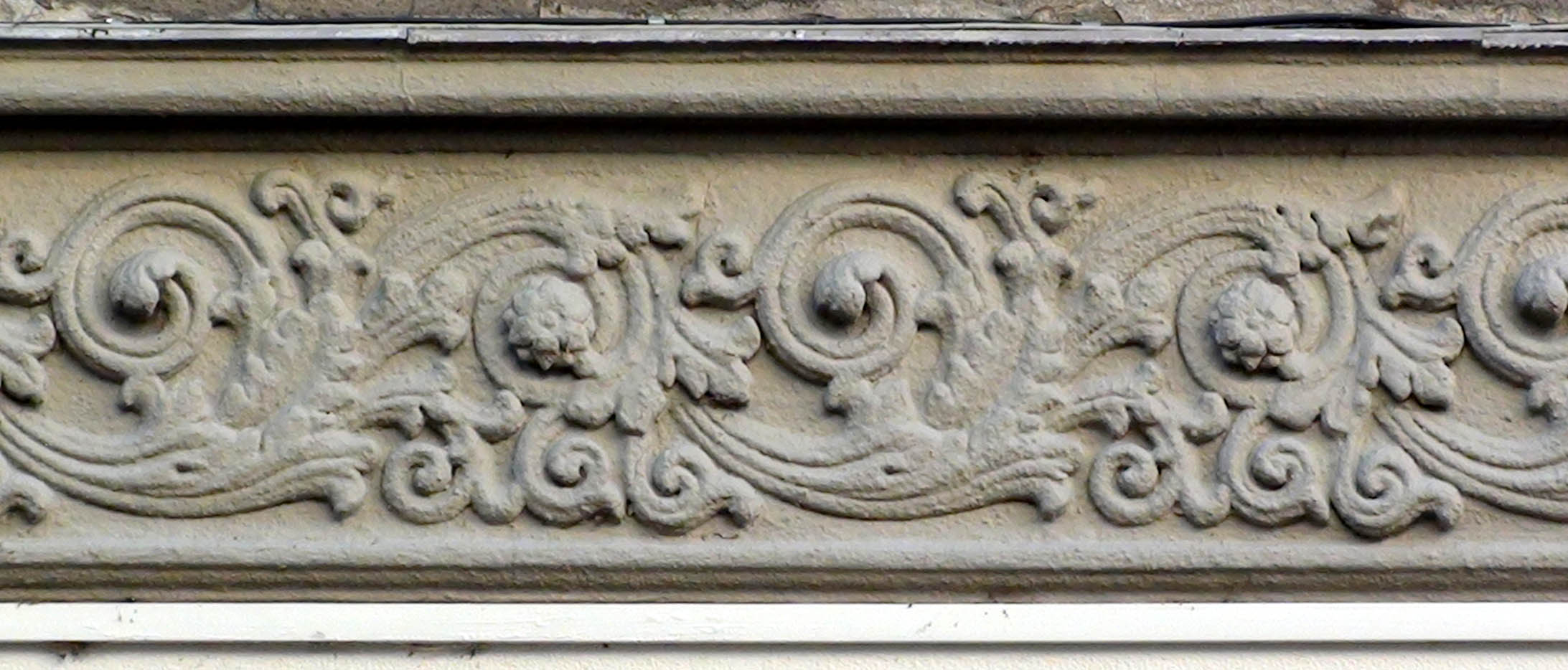
Орнамент на карнизі